# El Laurel, San Luis Potosí
El Laurel är en ort i Mexiko.   Den ligger i kommunen Tamazunchale och delstaten San Luis Potosí, i den sydöstra delen av landet, 200 km norr om huvudstaden Mexico City. El Laurel ligger 151 meter över havet och antalet invånare är 368.
Terrängen runt El Laurel är kuperad åt sydost, men åt nordväst är den platt. Runt El Laurel är det ganska tätbefolkat, med 86 invånare per kvadratkilometer. Närmaste större samhälle är Tamazunchale, 12,2 km väster om El Laurel. I omgivningarna runt El Laurel växer huvudsakligen savannskog.